# Кровлі-Лейк (Каліфорнія)
Кровлі-Лейк (англ. Crowley Lake) — переписна місцевість (CDP) в США, в окрузі Моно штату Каліфорнія. Населення — 980 осіб (2020).

## Географія
Кровлі-Лейк розташоване за координатами 37°34′10″ пн. ш. 118°44′48″ зх. д. / 37.56944° пн. ш. 118.74667° зх. д. (37.569387, -118.746649).  За даними Бюро перепису населення США в 2010 році переписна місцевість мала площу 7,31 км², з яких 7,27 км² — суходіл та 0,04 км² — водойми.

## Демографія
Згідно з переписом 2010 року, у переписній місцевості мешкало 875 осіб у 367 домогосподарствах у складі 251 родини. Густота населення становила 120 осіб/км².  Було 499 помешкань (68/км²).
Расовий склад населення:
| - 87,9 % — білих - 1,3 % — азіатів - 0,7 % — корінних американців - 0,5 % — чорних або афроамериканців - 6,9 % — осіб інших рас |

До двох чи більше рас належало 2,9 %. Частка іспаномовних становила 14,6 % від усіх жителів.
За віковим діапазоном населення розподілялося таким чином: 24,0 % — особи молодші 18 років, 70,2 % — особи у віці 18—64 років, 5,8 % — особи у віці 65 років та старші. Медіана віку мешканця становила 45,1 року. На 100 осіб жіночої статі у переписній місцевості припадало 108,3 чоловіків;  на 100 жінок у віці від 18 років та старших — 108,5 чоловіків також старших 18 років.
Середній дохід на одне домашнє господарство  становив 96 336 доларів США (медіана — 89 097), а середній дохід на одну сім'ю — 96 180 доларів (медіана — 100 208). За межею бідності перебувало 10,4 % осіб, у тому числі 0,0 % дітей у віці до 18 років та 20,5 % осіб у віці 65 років та старших.
Цивільне працевлаштоване населення становило 261 осіб. Основні галузі зайнятості: освіта, охорона здоров'я та соціальна допомога — 30,3 %, будівництво — 28,4 %, науковці, спеціалісти, менеджери — 17,2 %, публічна адміністрація — 6,9 %.